# Gmina związkowa Hamm (Sieg)
Gmina związkowa Hamm (Sieg) (niem. Verbandsgemeinde Hamm (Sieg)) – gmina związkowa w Niemczech, w kraju związkowym Nadrenia-Palatynat, w powiecie Altenkirchen. Siedziba gminy związkowej znajduje się w miejscowości Hamm (Sieg). Przez obszar gminy płynie rzeka Sieg

## Podział administracyjny
Gmina związkowa zrzesza dwanaście gmin wiejskich:
1. Birkenbeul
2. Bitzen
3. Breitscheidt
4. Bruchertseifen
5. Etzbach
6. Forst
7. Fürthen
8. Hamm (Sieg)
9. Niederirsen
10. Pracht
11. Roth
12. Seelbach bei Hamm (Sieg)